# المجزرة الملكية النيبالية
حدثت المجزرة الملكية النيبالية في الأول من يونيو عام 2001، في منزل على أراضي قصر نارايانهيتي الملكي، ويشكل هذا المنزل مكان إقامة العائلة الملكية النيبالية. قُتل اثنا عشر فردًا من العائلة الملكية النيبالية في إطلاق نار جماعي خلال حفل أو عشاء لم الشمل الشهري للعائلة الملكية في المنزل. تضمنت قائمة القتلى بيراندرا ملك نيبال، والأميرة إيشواريا ملكة نيبال. حدد فريق تحقيق عينته الحكومة مرتكب المجزرة، وهو ولي العهد الأمير ديبندار. غطَ ديبندار في غيبوبة بعد أن أطلق النار على نفسه.
عُين ديبندار ملكًا أثناء وجوده في الغيبوبة، وذلك في وقت لاحق بعد موت والده. لكنه توفي في المستشفى بعد ثلاثة أيام من المجزرة دون أن يستعيد وعيه. وقد أصبح جيانيندار شقيق بيراندرا ملكًا بعد وفاة ابن أخيه الملك ديبندار.

## الأحداث
وفقًا لتقارير شهود العيان، والتحقيق الرسمي الذي أجرته لجنة مؤلفة من رجلين هما رئيس المحكمة العليا كيشاف براساد أوبدهايا، ورئيس مجلس النواب ترناث رانابات:
في الأول من يونيو عام 2001، أطلق ولي العهد الأمير ديبندار النار في منزل موجود على أراضي قصر نارايانهيتي الملكي، مكان إقامة العائلة الملكية النيبالية، حيث كان هنالك حفل مقام. أطلق النيران وقام بقتل والده الملك بيراندرا، وأمه الملكة إيشواريا، وسبعة أفراد آخرين من العائلة الملكية، بما في ذلك شقيقه الأصغر واخته، قبل أن يطلق النار على نفسه في الرأس. وبسبب تصفيته لأغلب الخلفاء، توِّج ملكًا أثناء وجوده في غيبوبة بسبب جرح في الرأس.
لم يُعرف الدافع وراء ارتكابه لجرائم القتل، ولكن توجد عدة نظريات. كان ديبندار راغبًا في الزواج من ديفياني رانا التي التقى بها في المملكة المتحدة. يزعم البعض أنّ والدا ديبندار اعترضا، وذلك لأنّ عائلة أمها من طبقة أدنى ضمن العائلة المالكة في الهند، وبسبب تحالفات والدها السياسية. في الحقيقة، تُعتبر عائلة ديفياني رانا واحدة من أغنى العائلات الملكية السابقة في الهند، ويُزعم أنها أغنى من شاه نيبال. حذّرت والدة العروس المرتقبة نيبالية الولادة ابنتها من الزواج من ولي العهد النيبالي لأنّ ذلك قد يعني انخفاضًا في مستوى عيشها. كانت عروس ديبندار المرتقبة منحدرة من جهة أمها من فرع تابع لعائلة رانا كلان النيبالية منافس (من سلالة جودا شامشر) لعائلة الملكة إيشواريا.
تنص نظرية أخرى أنه كان هنالك احتمال أكبر للتأثير الهندي في حال تزوجها، وهذا ما رفضه القصر. تزعم نظريات أخرى أنّ ديبندار لم يكن سعيدًا بتحول الدولة من الملكية المطلقة إلى الملكية الدستورية، وأنه بذلك قد فُقدت الكثير من السلطة بعد الحركة الشعبية في عام 1990. وفي الحقيقة كان هذا غير محتملًا. استجاب الأمير ولي العهد لثورة عام 1990، وعاد إلى حكومة منتخبة، وكان متحمسًا عندما كان طالبًا في جامعة إيتون، حيث كان ينهي دراسته. أصبح محبطًا في وقت لاحق بسبب رفض والده التدخل بينما كان سياسيي نيبال يتخاصمون ويتنافسون فيما بينهم، في حين يفشلون في الرد بشكل فعال على التهديد الماوي المتنامي.
يحيط الكثير من الجدال بظروف المجزرة، وحتى اليوم مع إلغاء الملكية، تبقى الكثير من الأسئلة في نيبال فيما يخص هذه القضية. تتضمن أسباب الأسئلة التي لم يُجاوب عليها إلى الآن الافتقار الواضح للأمن خلال الحدث، وغياب الأمير جيانيندار عم الأمير ديبندار الذي خَلَفه عن الحفلة، على الرغم من كونه يده اليمنى، وتوضُّع جرح ديبندار المتعمد في رأسه في الجهة اليسرى من صدغه، والعثور على رصاصتين في صدغه عوضًا عن رصاصة، وأخيرًا استمرار التحقيق التالي للمجزرة أسبوعين فقط وعدم تضمنه لأي تحليل شرعي أساسي. أُجري التحقيق الشرعي بعد أن عرضت سكوتلاند يارد إجراءه.